# SöStB Gyula
Az SöStB  GYULA - MONOSTOR sorozat négy szerkocsis gőzmozdony volt a cs. kir. Délkeleti Államvasút-nál (németül k.k. Südöstlichen Staatsbahn, SöStB).
A SöStB ezzel a négy mozdonnyal fejlesztette 1B tengelyelrendezésű személyvonati mozdonyállományát. A mozdonyokat 1851-ben az Esslingeni Gépgyárban építették és a kor szokása szerint GYULA, BARCS, PALOTA és MONOSTOR neveket, valamint a 41–44 pályaszámokat kapták. Az állókazán a már elavultnak számító félgömb alakú fedéllel készült.
Amikor 1855-ben az SöStB-t az ÁVT felvásárolta, a birtokába került mozdonyok is új pályaszámokat kaptak. Előbb 366-369, majd 1873-tól 203-206 lett a pályaszámuk. 1891-ben a PALOTA még átkerült a MÁV-hoz, de ott már pályaszámot nem kapott, selejtezték.

## Fordítás
Ez a szócikk részben vagy egészben  a   SöStB – Gyula bis Monostor című német Wikipédia-szócikk fordításán alapul.  Az eredeti cikk szerkesztőit annak laptörténete sorolja fel. Ez a jelzés csupán a megfogalmazás eredetét és a szerzői jogokat jelzi, nem szolgál a cikkben szereplő információk forrásmegjelöléseként.